# Colin Carruthers
Colin Gordon Carruthers (Kanada, Ontario, Agincourt, 1890. szeptember 17. – Kanada, Ontario, Kingston, 1957. november 10.) kanadai-brit olimpiai bronzérmes jégkorongozó.

## Élete
Mint akkoriban a legtöbb a brit férfi jégkorong-válogatottban, ő is kanadai születésű volt. Szolgált az első világháborúban. Először az 1924. évi téli olimpiai játékokon vett részt a brit csapatban. A tornán a csapat bronzérmes lett. 5 mérkőzésen 10 gólt ütött. A belgák ellen 6-ot. Az 1928. évi téli olimpiai játékokon  ismét részt vett a jégkorongtornán. Szintén 5 mérkőzésen játszott de gólt nem ütött. A csapat nem nyert olimpiai érmet és a negyedikek lettek, de ez a torna jégkorong-Európa-bajnokságnak számított, így Eb bronzérmesek lettek.
Testvére, Eric Carruthers szintén játszott a csapatban mindkét olimpián.